# Хлебниковский район
Хлебниковский район — упразднённая административно-территориальная единица в составе Марийской АССР, существовавшая в 1943—1959 годах. Административный центр — село Хлебниково.
Хлебниковский район был образован 6 декабря 1943 года в составе Марийской АССР из 10 сельсоветов Мари-Турекского района.
На 1 июля 1945 года территория района составляла 0,5 тыс. км². Район включал 11 сельсоветов:
- Арборский
- Дружининский
- Карлыганский
- Мамсинерский
- Мосаринский
- Пяштанский
- Сардаяльский
- Стрельниковский
- Хлебниковский
- Шоринский
- Юмочкинский

11 марта 1959 года Хлебниковский район был упразднён, а его территория разделена между Мари-Турекским и Параньгинским районами.

## Известные люди
Иванов, Дмитрий Алексеевич (1902—1995) — первый секретарь Хлебниковского райкома ВКП(б) (1943—1951).